# ズヴェズダン・ミシモヴィッチ
ズヴェズダン・ミシモヴィッチ（Zvjezdan Misimović, 1982年6月5日 - ）は、ドイツ・ミュンヘン出身の元サッカー選手。元ボスニア・ヘルツェゴビナ代表。ポジションはMF。
ボスニア・ヘルツェゴビナ代表のキャプテン経験がある。チームの攻撃を司る司令塔タイプの選手。右足からの正確なパスでゲームをコントロールし、チャンスがあれば威力のあるミドルシュートを放つ。
妻はマケドニア東部のストゥルミーツァ出身で、2人の間には2004年と2009年に生まれた2人の息子がいる。

## 経歴

### クラブ
プロデビューしたバイエルン・ミュンヘンでは出番が無く、2004年に移籍したVfLボーフムでブレイクした。

#### VfLヴォルフスブルク
2008年5月、マルセリーニョの後継者として1.FCニュルンベルクからVfLヴォルフスブルクへ移籍。第1節の1.FCケルン戦でデビューして同時に初得点も記録した。10月のアルミニア・ビーレフェルト戦では2得点した。2008-09シーズンはグラフィッチとエディン・ジェコを後ろから支え、7得点20アシストと抜群の成績を残した。しり上がりに調子を上げたチームはバイエルン・ミュンヘンなどを抑え、初の優勝を飾った。優勝を決めた最終節のヴェルダー・ブレーメン戦では先制点を決めた。
2009-10シーズン第1節、VfBシュトゥットガルト戦で先制点を挙げた。ディフェンディングチャンピオンがシーズン開幕戦を務める慣例のあるブンデスリーガで、この得点はシーズン第1号の得点となった。2009-10シーズンは33試合に出場して10得点と活躍し、VfLヴォルフスブルクでは2シーズンでリーグ戦65試合に出場して17得点を記録した。

#### ガラタサライSK
2010年8月31日、移籍金700万ユーロでトルコ・シュペルリガのガラタサライSKと4年契約を結んだ。10月21日のフランク・ライカールト監督辞任前まではトップ下のレギュラーとして活躍していたが、ゲオルゲ・ハジ監督就任以降は出場機会が減り、11月にはハジ監督と対立してリザーブチームに降格させられ、監督を嘘つき呼ばわりしていた。

#### FCディナモ・モスクワ
2011年3月8日、FCディナモ・モスクワに3年契約で移籍した。移籍金は500万ユーロ（約5億7500万円）と報じられている。

#### 貴州人和・北京人和
2013年1月、中国サッカー・スーパーリーグの貴州人和足球倶楽部に移籍。
2015年3月、現役引退を表明した。しかし同年6月に再び貴州人和で現役復帰した。2016年は、貴州人和より改称した北京人和に所属している。

### 代表
ユース時代はユーゴスラビア代表、セルビア・モンテネグロ代表でプレーしたが、フル代表は両親の出身地であるボスニア・ヘルツェゴビナ代表を選択した。2004年、ボスニア・ヘルツェゴビナ代表代表に初選出され、2月18日のマケドニア戦で代表デビューを飾った。2008年4月には「ニュルンベルクでのプレーに専念するため」に代表引退を発表したが、メホ・コドロ監督の説得により前言を翻した。2009年4月1日、クラブでもおなじみのエディン・ジェコとのコンビでベルギー代表に勝利する得点を挙げた。
2014 FIFAワールドカップ後の2014年8月15日、代表引退を表明した。

## 個人成績
2011年3月9日現在
| クラブ成績 | クラブ成績               | クラブ成績       | リーグ | リーグ | カップ      | カップ      | リーグ杯 | リーグ杯 | 国際大会   | 国際大会   | 通算 | 通算 |
| シーズン   | クラブ                   | リーグ           | 出場   | 得点   | 出場        | 得点        | 出場     | 得点     | 出場       | 得点       | 出場 | 得点 |
| ドイツ     | ドイツ                   | ドイツ           | リーグ | リーグ | DFBポカール | DFBポカール | リーグ杯 | リーグ杯 | ヨーロッパ | ヨーロッパ | 通算 | 通算 |
| ---------- | ------------------------ | ---------------- | ------ | ------ | ----------- | ----------- | -------- | -------- | ---------- | ---------- | ---- | ---- |
| 2000–01    | バイエルン・ミュンヘンII | レギオナルリーガ | 12     | 1      | —           | —           | —        | —        | —          | —          | 12   | 1    |
| 2001–02    | バイエルン・ミュンヘンII | レギオナルリーガ | 31     | 14     | —           | —           | —        | —        | —          | —          | 31   | 14   |
| 2002–03    | バイエルン・ミュンヘンII | レギオナルリーガ | 28     | 8      | 1           | 0           | —        | —        | —          | —          | 29   | 8    |
| 2002–03    | バイエルン・ミュンヘン   | ブンデスリーガ   | 1      | 0      | 0           | 0           | 0        | 0        | 0          | 0          | 1    | 0    |
| 2003–04    | バイエルン・ミュンヘンII | レギオナルリーガ | 31     | 21     | —           | —           | —        | —        | —          | —          | 31   | 21   |
| 2003–04    | バイエルン・ミュンヘン   | ブンデスリーガ   | 2      | 0      | 1           | 0           | 0        | 0        | 0          | 0          | 3    | 0    |
| 2004–05    | VfLボーフム              | ブンデスリーガ   | 31     | 3      | 2           | 1           | 1        | 0        | 2          | 0          | 36   | 4    |
| 2005–06    | VfLボーフム              | 2.ブンデスリーガ | 31     | 11     | 2           | 1           | —        | —        | —          | —          | 33   | 12   |
| 2006–07    | VfLボーフム              | ブンデスリーガ   | 30     | 7      | 2           | 1           | —        | —        | —          | —          | 32   | 8    |
| 2007–08    | 1.FCニュルンベルク       | ブンデスリーガ   | 28     | 10     | 2           | 3           | 1        | 0        | 6          | 1          | 37   | 14   |
| 2008–09    | VfLヴォルフスブルク      | ブンデスリーガ   | 33     | 7      | 4           | 0           | —        | —        | 8          | 4          | 45   | 11   |
| 2009–10    | VfLヴォルフスブルク      | ブンデスリーガ   | 31     | 10     | 2           | 2           | —        | —        | 6          | 1          | 39   | 13   |
| 2010–11    | VfLヴォルフスブルク      | ブンデスリーガ   | 1      | 0      | 1           | 0           | —        | —        | —          | —          | 2    | 0    |
| トルコ     | トルコ                   | トルコ           | リーグ | リーグ | トルコ杯    | トルコ杯    | リーグ杯 | リーグ杯 | ヨーロッパ | ヨーロッパ | 通算 | 通算 |
| 2010–11    | ガラタサライ             | シュペルリガ     | 9      | 0      | 0           | 0           | —        | —        | 0          | 0          | 9    | 0    |
| 通算       | ドイツ                   | ドイツ           | 290    | 92     | 17          | 8           | 2        | 0        | 22         | 6          | 331  | 106  |
| 通算       | トルコ                   | トルコ           | 5      | 0      | 0           | 0           | 0        | 0        | 0          | 0          | 5    | 0    |
| 総通算     | 総通算                   | 総通算           | 295    | 92     | 17          | 8           | 2        | 0        | 22         | 6          | 336  | 106  |

## 代表歴

### 出場大会
- ボスニア・ヘルツェゴビナ代表
  - 2014 FIFAワールドカップ

### 試合数
- 国際Aマッチ 84試合 26得点（2004年-2018年）[10]

| ボスニア・ヘルツェゴビナ代表 | 国際Aマッチ | 国際Aマッチ |
| 年                           | 出場        | 得点        |
| ---------------------------- | ----------- | ----------- |
| 2004                         | 6           | 2           |
| 2005                         | 9           | 2           |
| 2006                         | 8           | 5           |
| 2007                         | 8           | 1           |
| 2008                         | 7           | 4           |
| 2009                         | 7           | 2           |
| 2010                         | 9           | 1           |
| 2011                         | 10          | 4           |
| 2012                         | 8           | 4           |
| 2013                         | 7           | 1           |
| 2014                         | 4           | 0           |
| 2015                         | 0           | 0           |
| 2016                         | 0           | 0           |
| 2017                         | 0           | 0           |
| 2018                         | 1           | 0           |
| 通算                         | 84          | 26          |

## タイトル

### クラブ
バイエルン・ミュンヘン
- ドイツ・ブンデスリーガ 2003
- DFBポカール 2003

VfLボーフム
- レギオナルリーガ 2004
- ドイツ・2. ブンデスリーガ 2006

VfLヴォルフスブルク
- ドイツ・ブンデスリーガ 2009